# Ernesto Bozzano
Ernesto Bozzano (Genova, 9 gennaio 1862 – Genova, 24 giugno 1943) è stato un parapsicologo italiano.
Parapsicologo italiano fra i più famosi del suo tempo, la cui opera è oggi diffusa in particolare in America Latina.

## Biografia
Nacque a Genova in una famiglia benestante, quarto di cinque fratelli e all'età di quattordici anni fu costretto dal padre a terminare gli studi per intraprendere, per anni, una carriera lungi dalle sue inclinazioni e precipue aspirazioni. A fronte di questa obbiettiva limitazione, sin da giovanissimo si dedicò con entusiasmo, da autodidatta, dapprima alla filosofia scientifica, interessandosi soprattutto a quella dell'Inglese Herbert Spencer (1820-1903); indi nel 1891 iniziò ad occuparsi di telepatia e medianità, argomenti che appassionavano in quel tempo parecchi seri studiosi sia d'Europa che d'America; Bozzano arrivò a questo genere di studi leggendo e rimeditando, da posizione inizialmente scettica, propria al suo positivismo di allora, alcuni articoli pubblicati sulla rivista di psicologia Revue Philosophique; e da allora Bozzano si impegnò interamente nello studio della metapsichica.
Più che sperimentatore fu un ricercatore, ordinatore e commentatore dei fenomeni riferiti alla ricchissima letteratura metapsichica del tempo, nella quale le relazioni dei visionari, dei fideisti, dei mitomani e dei ciarlatani erano di gran lunga più numerose di quelle degli studiosi seri.
La ricerca nell'ambito dei fenomeni metapsichici fatta dal Bozzano, è così ampia da includere pressoché tutti gli aspetti inerenti questo campo di ricerca; egli poté raggiungere questo traguardo, in primis perché intrecciò, per circa cinquant'anni, una fitta corrispondenza con maggiori e minori rappresentanti della  metapsichica, della filosofia e della ricerca scientifica a sfondo metapsichico internazionali, tra i quali scienziati di fama mondiale, sì i fisici inglesi William Crookes e Oliver Lodge ed il fisiologo francese Charles Richet. Pur essendo soprattutto un teorico, si impegnò anche come sperimentatore, partecipando sia alle sedute medianiche organizzate dal "Circolo Minerva" a Genova sia ad altre con Eusapia Palladino. Egli viene ricordato specie per la teoria della ideoplastia, in base alla quale il pensiero umano sarebbe in grado di giungere a  plasmare la materia.
Nel 1921 si trasferì a Savona, a villa Rosa, acquistata dal fratello Adolfo, ricco industriale; la torretta della villa ospitò la sua biblioteca e la sua attività di studioso per molti anni. Adolfo vendette la villa savonese nel 1941 per ritornare a Genova, ed Ernesto tornò ad abitare con il fratello Vittorio; ma fu costretto - a causa della ristrettezza di spazio - ad abbandonare gran parte della propria biblioteca e anche a distruggere il suo enorme archivio epistolare.
Durante gli anni '20 Bozzano presiedette a un ciclo di sedute spiritiche nel Castello di Millesimo appartenente al marchese Vittorio Centurione Scotto, il quale tentava di entrare in comunicazione medianica col figlio morto tragicamente partecipando alla Coppa Schneider  -nel corso di queste sedute spiritiche, si sarebbero verificati fenomeni di manifestazione a voce diretta di entità preternaturali, con serie di apporti e asporti di oggetti, vari calchi medianici e, in due occasioni, traslazione aerea del corpo del medium.
Bozzano dedicò gran parte della propria vita al tentativo di dare allo spiritismo, materia assai controversa, una veste scientifica. Dopo aver vissuto un sodalizio pluridecennale con il medico Gastone De Boni, lasciò a questi in eredità una biblioteca di metapsichica e scienze occulte fra le più ricche d'Europa, oggi conservata e completamente fruibile al pubblico, presso la Fondazione Biblioteca Bozzano - De Boni di Bologna.
La sua città natale, Genova, gli ha intitolato una via.

## Opere
- Ipotesi spiritica e teorie scientifiche, 1903
- Dei casi di identificazione spiritica, 1909;
- Dei fenomeni di telestesia, 1920;
- Insegnamenti spiritici / conseguiti medianicamente da William Stainton Moses , 1921;
- Le prime manifestazioni della "voce diretta" in Italia, 1927;
- Per la difesa dello Spiritismo, 1927;
- Dei fenomeni di apporto, 1930;
- Delle apparizioni di defunti a letto di morte, 1930;
- La crisi della morte, 1930-52;
- Les Phénomènes de Hantise, II édition, 1932;
- Indagine sulle manifestazioni supernormali, 1931-40;
- Medianità poliglotta o xenoglossia (in "Luce e Ombra" 1933);
- Dei fenomeni di bilocazione, 1934;
- Dei fenomeni di infestazione, 1936;
- Animismo o spiritismo?, 1938;
- Popoli primitivi e manifestazioni paranormali, 1941(nuova ed. :1946)
- Dei fenomeni di telestesia, 1942;
- Musica trascendentale, 1943;
- Da mente a mente, 1946;
- I morti ritornano, 1947;
- Letteratura d'oltretomba (ed. a cura di Gastone de Boni). Milano, Bompiani, collana "Avventure del Pensiero", 1947.
- Le visioni dei morenti, 1947;
- Luci nel futuro, 1947;
- Guerre e profezie, 1948;
- La psiche domina la materia, 1948; nuova ed.: Roma, 2020 (a cura di Massimo Biondi)
- Gli animali hanno un'anima?, 1950;
- Da mente a mente : comunicazioni medianiche tra viventi , 1953; nuova ed.: Bologna, 2022 ( a cura di Cecilia Magnanensi).
- Pensiero e volontà: forze plasticizzanti e organizzanti (ed. postuma a cura di Gastone de Boni). Verona, 1967.
- Dei fenomeni di trasfigurazione, 1967.
- Apparizioni e telecinesi,  1972.